# Ніхто не любить нас, нам байдуже
«Ніхто не любить нас, нам байдуже» (англ. «No one likes us, we don't care») — футбольна кричалка фанатів клубу «Міллуол», вигукується на мотив пісні Рода Стюарта «We are sailing». Стала відповіддю фанатів клубу на гостру критику їх поведінки в пресі, де фанати клубу зображувалися хуліганами. З'явилася наприкінці 70-х років ХХ сторіччя. Набула всесвітньої відомості коли в 2004 році «Міллуол» вийшов до фіналу Кубку Англії.
Через значне висвітлення в пресі вислів став загальним. Наразі «Міллуол чогось» використовується як синонім малої, але згуртованої групи послідовників, членів соціальної або професійної групи, до яких ворожо ставляться інші в їх оточенні.